# Frontière entre le Michigan et l'Ohio
La frontière entre le Michigan et l'Ohio est une frontière intérieure des États-Unis délimitant les territoires de l'Ohio à l'est et le Michigan à l'ouest.
Son tracé rectiligne suit le parallèle 41° 41' 29" latitude nord depuis son intersection avec le méridien 84° 48' 23" longitude ouest, au sud-est de Clear Lake, jusqu'à la rivière lac Érié au nord de la ville de Toledo.

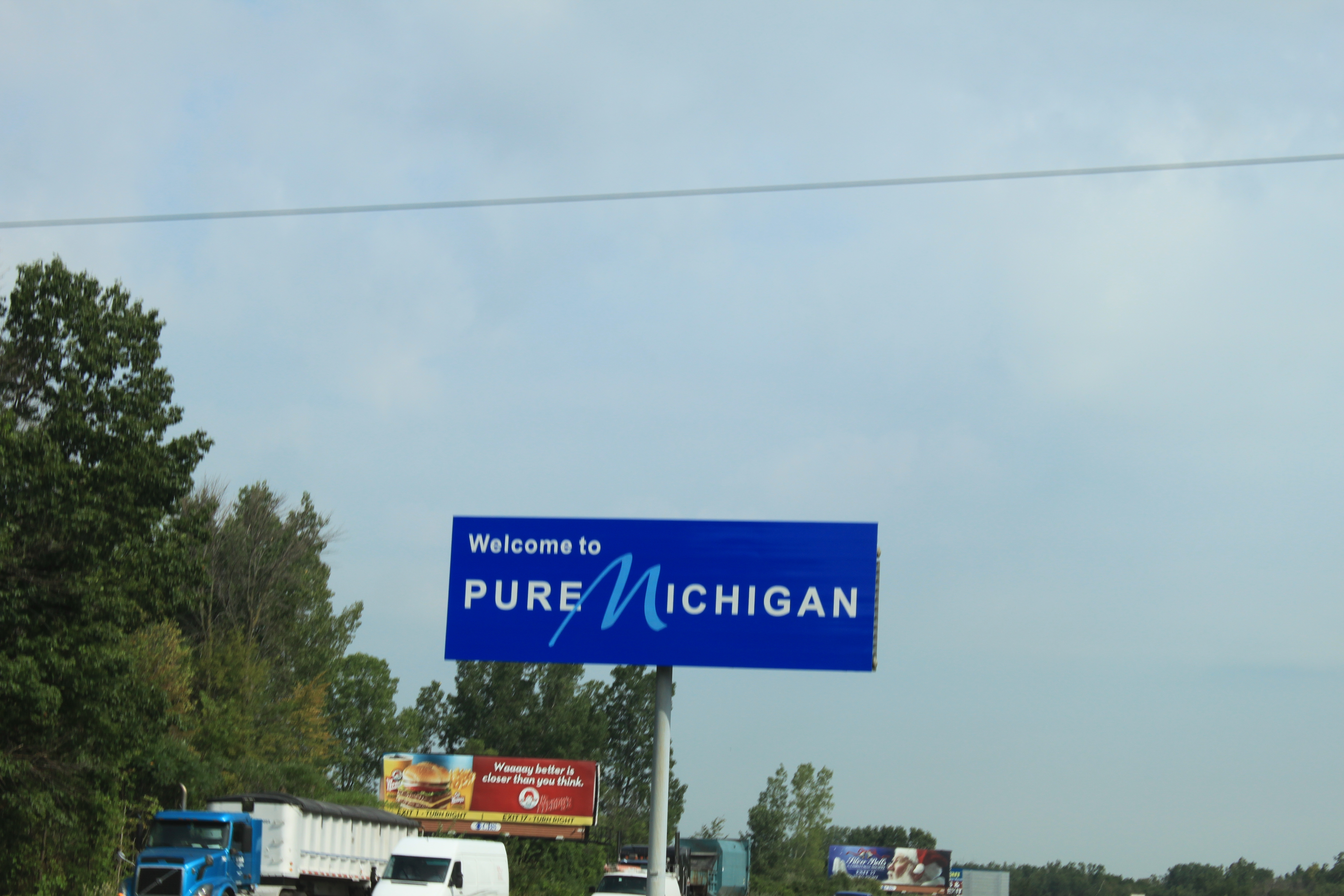
Entrée au Michigan depuis l'Ohio.